# Steven Da Costa
Pour les articles homonymes, voir Da Costa.
Steven Da Costa, né le 23 janvier 1997 à Mont-Saint-Martin, est un karatéka français évoluant dans la catégorie des moins de 67 kg. Après son titre de champion du Monde 2018, à Madrid, il devient le 5 août 2021, le premier champion olympique de karaté, en s'imposant en -67 kg lors des Jeux de Tokyo 2021. Trois mois plus tard, le 20 novembre 2021, il conserve à Dubaï son titre mondial dans cette même catégorie de poids et réalise ainsi un doublé historique qui devient triplé, après un titre aux mondiaux de Budapest en 2023. 
Il détient l'un des plus gros palmarès du karaté mondial et le plus impressionnant du karaté français : vainqueur en titre des Jeux Olympiques, des Jeux Mondiaux, et trois fois des Championnats du Monde et Championnats d'Europe en individuel.

## Biographie

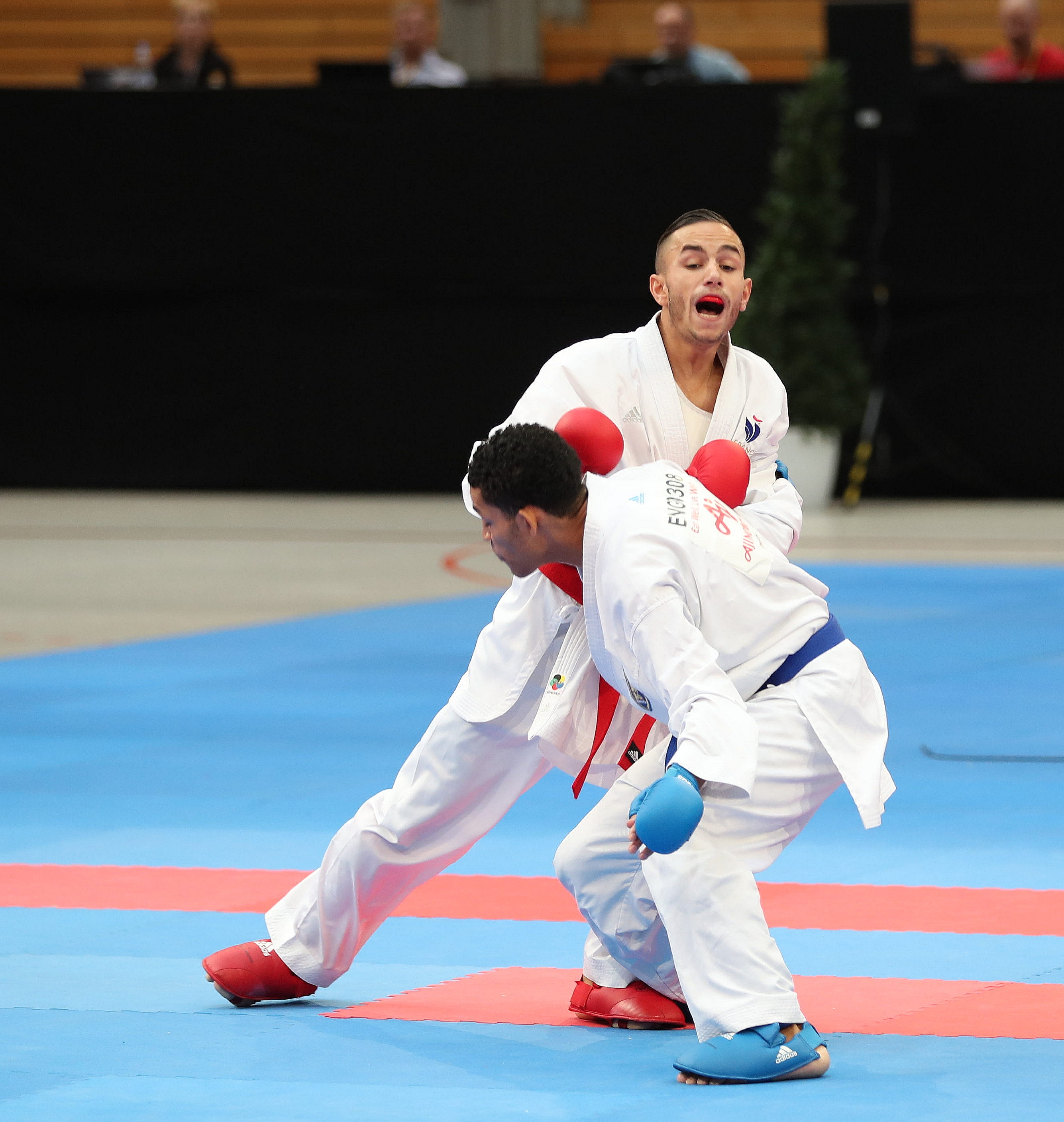
Steven Da Costa, 2018

Steven Da Costa est issu d'une « famille de karatékas » : Logan, le frère ainé, et Jessie, le jumeau de Steven sont en équipe de France, et leur père Michel est leur entraîneur. Il explique : « Mes fils s'entraînent ensemble, ils se tirent vers le haut, la défaite ou la victoire de l'un ou de l'autre, c'est celle de toute la famille ». 

### Des années fastes dans les catégories jeunes
Steven Da Costa est champion d'Europe cadets en 2012, champion du Monde junior en 2013, et champion d'Europe junior en 2013 et 2014. Il est aussi vice-champion du Monde espoir en 2015 et vice-champion d'Europe espoir en 2016.
Il est sacré champion de France des moins de 67 kg en 2015 avant de remporter la médaille d'argent des moins de 67 kg aux Jeux européens de 2015.

### Un doublé européen en 2016 pour son arrivée en seniors
Il remporte le titre européen en individuel -67 kg et dans l'épreuve par équipes (aux côtés de ses frères Jessie et Logan) en 2016 à l'Arena de Montpellier. Il confirme quelques mois plus tard en obtenant une médaille de bronze en individuel -67 kg aux Championnats du Monde de karaté 2016 à Linz (Autriche). Sur ce mondial, il monté également sur la troisième marche du podium dans l'épreuve par équipes. 
En 2017, il remporte les Jeux Mondiaux en Pologne. Cette même année, parallèlement à sa carrière de sportif de haut niveau, Steven rejoint en octobre le dispositif Athlètes SNCF en tant qu'agent d'accueil sur la ligne C du RER.
En 2018, il devient champion de France, remporte la Premier League à Paris et termine troisième de la Premier League de Berlin. La consécration vient à l'automne, où il s'adjuge son premier titre de Champion du Monde en individuel (-67kg) à Madrid en dominant en finale le Brésilien Vinicius Figueira sur le score de 6/5.  
En 2019, il remporte notamment le titre de champion d'Europe (-67 kg) à Guadalajara, et les Premier League de Paris (Janvier), Dubaï (Février) et Moscou (Octobre). Il termine avec la médaille de bronze lors de la Premier League de Madrid (Novembre). À la fin de l'année, il est désigné meilleur combattant de la catégorie des -67 kg par la Fédération Mondiale de Karaté (WKF). 
En 2020, Il démarre l'année en gagnant pour la troisième fois consécutive la Premier League de Paris (Janvier) et réitère sa performance quelques semaines plus tard en montant sur la plus haute marche du podium de la Premier League à Dubaï (Février). Il se qualifie officiellement pour les Jeux olympiques de Tokyo à la suite de cette épreuve aux Émirats arabes unis.

### Champion Olympique et champion du Monde en 2021

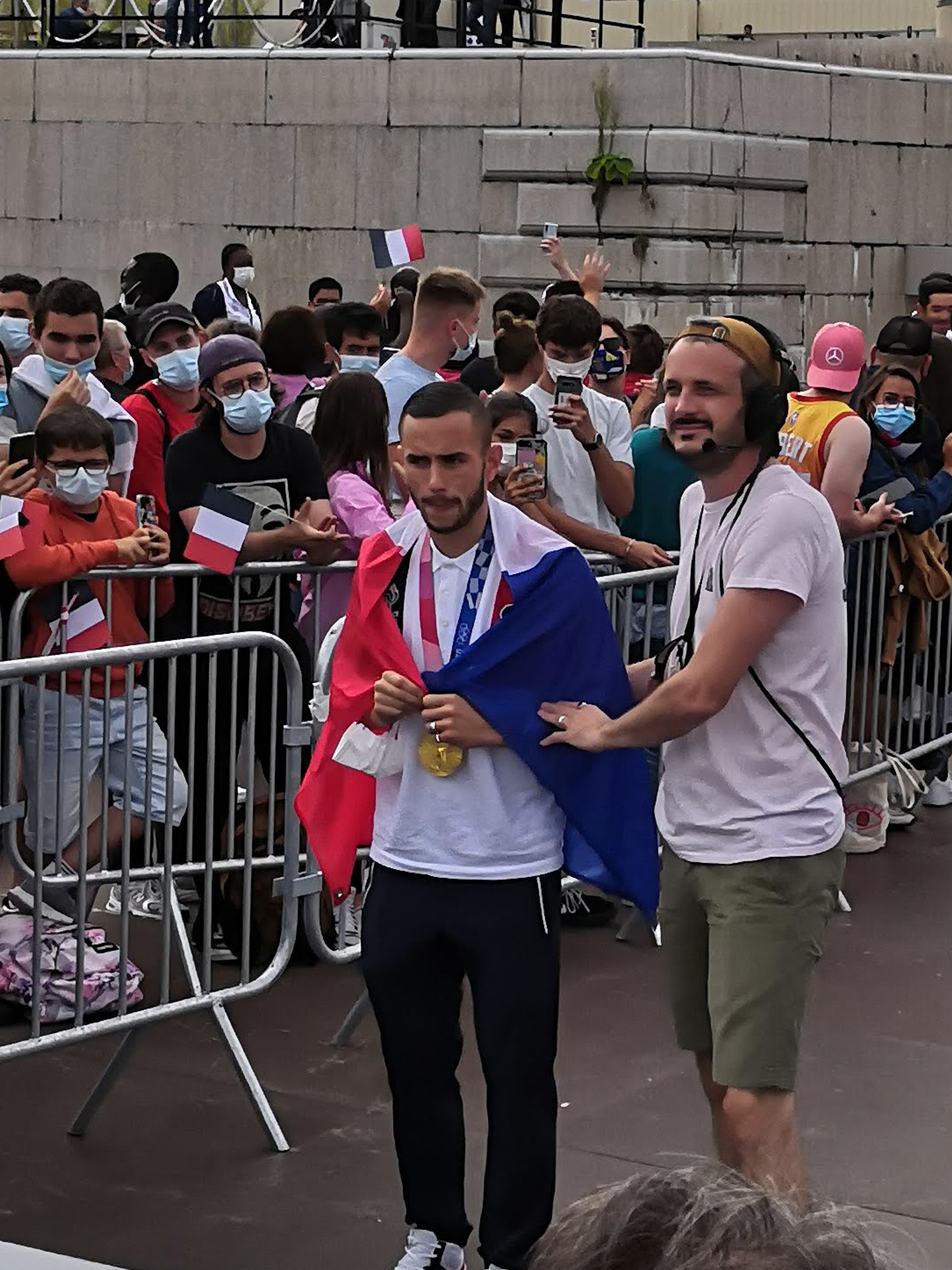

Ayant annoncé qu'il visait « l'or sinon rien » à Tokyo, Steven Da Costa tient parole dans le Nippon Budokan le 5 août 2021, en battant le Turc Eray Şamdan (5-0) en finale des -67 kg. Il est le premier Champion Olympique masculin du karaté avant la finale des + 75 kg, et les médaillés d'or de Tokyo seront sans doute aussi les derniers dans la mesure où le sport n'est pas retenu au programme des Jeux olympiques de Paris 2024.
Le 20 novembre 2021, il bat le Macédonien Emil Pavlov (8/0) en finale des -67 kg aux championnats du Monde de Dubaï. Il conserve ainsi son titre de champion du monde obtenu en 2018.

### Le doublé Europe-Monde en 2023 ... un palmarès inégalé en France
Aux Championnats d'Europe 2023 à Guadalajara, il est sacré champion d'Europe des moins de 67 kg pour la troisième fois de sa carrière et médaillé d'argent en combat par équipes,. En octobre de la même année, il remporte face au Monténégrin Nenad Dulovic, son troisième titre mondial consécutif lors des Championnats du Monde et devient ainsi le karatéka français le plus titré de l'histoire en individuel. Il obtient aussi la médaille de bronze par équipes lors de cette épreuve, la seconde de sa carrière après celle de 2016.

## Palmarès Seniors

### Jeux Olympiques
- Tokyo (Japon) 2021
  -  Champion Olympique en moins de 67 kg

### Championnats du Monde
- Budapest (Hongrie) 2023
  -  Champion du Monde en moins de 67 kg
  -  Médaillé de bronze par équipes

- Dubaï (Emirats Arabes Unis) 2021
  -  Champion du Monde en moins de 67 kg

- Madrid (Espagne) 2018
  -  Champion du Monde en moins de 67 kg

- Linz (Autriche) 2016
  -  Médaillé de bronze en moins de 67 kg
  -  Médaillé de bronze par équipes

### Championnats d'Europe
- Guadalajara (Espagne) 2023
  -  Champion d'Europe en moins de 67 kg
  -  Vice-champion d'Europe par équipe
- Gaziantep (Turquie) 2022
  -  Champion d'Europe par équipe
  -  Médaillé de bronze en moins de 67 kg
- Poreč (Croatie) 2021
  -  Médaillé de bronze en moins de 67 kg
- Guadalajara (Espagne) 2019
  -  Champion d'Europe en moins de 67 kg
- Kocaeli (Turquie) 2017
  -  Vice-champion d'Europe par équipe
- Montpellier (France) 2016
  -  Champion d'Europe en moins de 67 kg
  -  Champion d'Europe par équipe

### Jeux Mondiaux
- Wrocław (Pologne) 2017
  -  Médaillé d'or en moins de 67 kg[15]

### Jeux Européens
- Bakou 2015
  -  Médaille d'argent en moins de 67 kg[16] (Azerbaïdjan)

### Karate 1 - Premier League ou Series A
- 2023
  -  Le Caire (Egypte) - Premier League / -67kg[17]

- 2022
  -  Bakou (Azerbaïdjan) - Premier League / -67kg[18]
  -  Matosinhos (Portugal) - Premier League / -67kg[17]

- 2021
  -  Lisbonne (Portugal) - Premier League / -67kg[19]

- 2020
  -  Paris (France)- Premier League / -67kg
  -  Dubaï (Émirats Arabes Unis) - Premier League / -67kg

- 2019
  -  Paris (France) - Premier League / -67kg
  -  Dubaï (Émirats Arabes Unis) - Premier League / -67kg
  -  Madrid (Espagne) - Premier League / -67kg
  -  Moscou (Russie) - Premier League / -67kg

- 2018
  -  Paris (France) - Premier League / -67kg
  -  Berlin (Allemagne) - Premier League / -67kg

- 2017
  -  Salzbourg (Autriche) - Series A / -67kg
  -  Rotterdam (Pays-Bas) - Premier League / -67kg
- 2015
  -  Cobourg (Allemagne) - Premier League / -67kg
  -  Almere (Pays-Bas) - Premier League / -67kg

## Palmarès Jeunes (cadets, juniors et espoirs)

### Championnats du Monde espoirs (U21)
- Jakarta (Indonésie) 2015
  -  Vice-champion du monde des moins de 21 ans en moins de 67 kg

### Championnats d'Europe espoirs (U21)
- Sofia (Bulgarie) 2017
  -   Champion d'Europe U21 en moins de 67 kg[20]

- Limassol (Chypre) 2016
  -   Vice champion d'Europe U21 en moins de 67 kg[21]

### Championnats du Monde juniors
- Guadalajara (Espagene) 2013
  -  Champion du monde junior en moins de 68 kg

### Championnats d'Europe juniors
- Lisbonne (Portugal) 2014
  -   Champion d'Europe junior en moins de 68 kg[22]
- Konya (Turquie) 2013
  -   Champion d'Europe junior en moins de 68 kg[23]

### Championnats du Monde cadets
- Melaka (Malaisie 2011
  -  Médaillé de bronze en moins de 52 kg

## Décorations
- Chevalier de la Légion d'honneur (2021)[24]
- Médaille de la jeunesse, des sports et de l'engagement associatif, or (2024)[25]